# Религия в Молдове

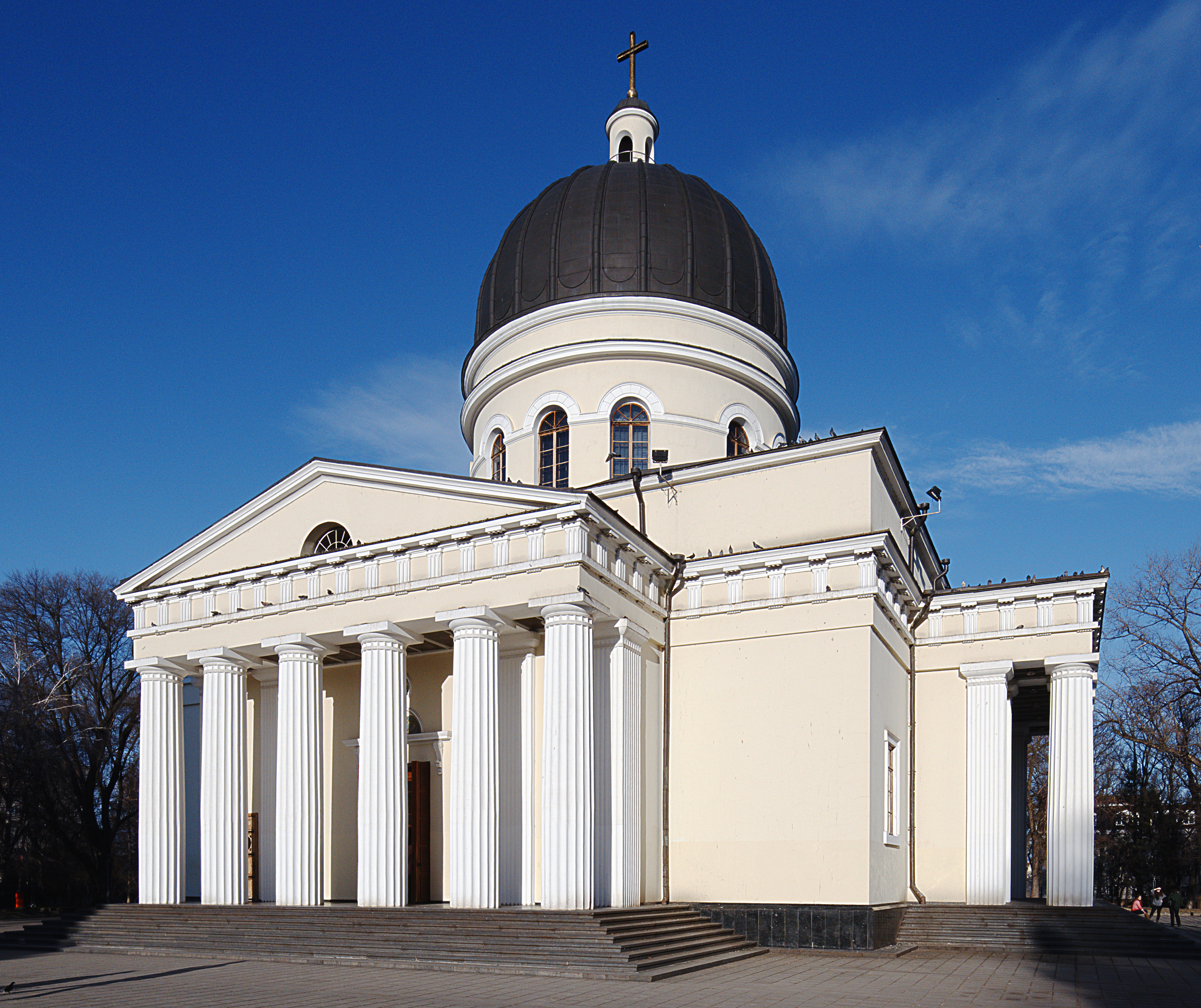
Кафедральный собор Православной церкви Молдовы в Кишинёве

В соответствии с действующим законодательством, Молдавия — светское государство. Конституция страны гарантирует свободу совести и вероисповедания.

## История

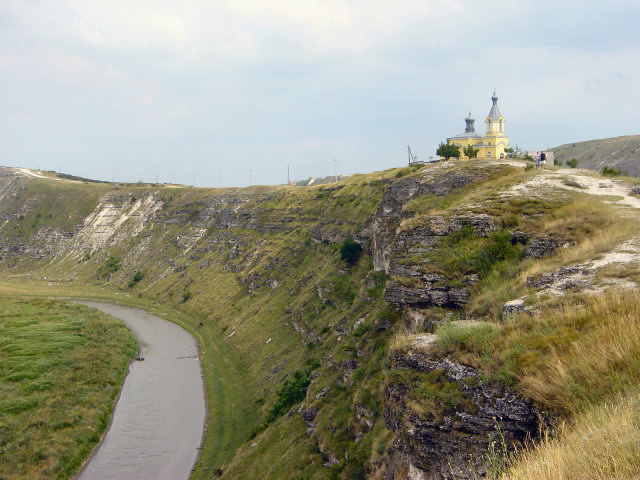
Монастырь на р. Реут у села Бутучаны

По сообщению Ипполита Римского и Евсевия Кесарийского христианство на территорию между Дунаем и Чёрным морем, заселенную тогда племенами даков, гетов, сарматов и карпов, было принесено святым апостолом Андреем Первозванным. В 106 году Дакия была покорена римским императором Трояном и обращена в римскую провинцию. После этого христианство стало активно распространяться к северу от Дуная. Письменные и археологические памятники свидетельствуют о гонениях, которые претерпевали христиане на этих территориях. Особенной исторической достоверностью можно считать наличие христианства в период Трояновой колонизации: большинство колонистов и легионеров христиан было переселено в Дакию из Малой Азии, из-за Дуная, с Балканского полуострова — из Македонии, Фракии, Иллирии, Далмации, Мёзии.
У молдаван не было единовременного массового крещения. Распространение христианства шло постепенно.
В IV веке на карпато-дунайских территориях уже существовала церковная организация. По свидетельству Филострогия на Первом Вселенском Соборе присутствовал епископ Феофил, власти которого подчинялись христиане «Гетской страны». На втором, третьем и четвёртом Вселенских Соборах присутствовали епископы из города Томы (ныне — Констанца).
До V века Дакия входила в состав Сирмийской архиепископии, подлежавшей юрисдикции Рима. После разрушения Сирмии гуннами (V век) Дакия перешла в ведение Солунского архиепископа, подчинявшегося то Риму, то Константинополю. В VIII веке император Лев Исаврянин окончательно подчинил Дакию канонической власти Константинопольского Патриарха,
В 1359 году возникло независимое Молдавское княжество во главе с воеводой Богданом.
По причине многочисленных вторжений и долгого отсутствия национальной государственности молдаване вплоть до XIV века не имели своей церковной организации. Богослужение здесь совершали священники, приходившие из сопредельных Галицких земель. После основания Молдавского княжества к концу XIV века была учреждена отдельная Молдавская митрополия в составе Константинопольского патриархата (впервые упомянута в 1386 году).
Христианство пришло на территорию, позднее ставшую Молдавией, в IX—XII веках из Византии. Миссионерской деятельностью византийской церкви на этих землях руководил патриарх Константинопольский. Он же в течение нескольких веков управлял и деятельностью молдавской церкви, священнослужителями которой были в основном выходцы из соседних славянских стран, имевших тесные связи с Молдавией. В XIV веке было основано Молдавское княжество, господари которого стремились избавиться от зависимости от Византии. При Лацко в Молдавии в 1371 году возникла католическая епископия в городе Сирет. Господарь, однако, скоро осознал, что население страны противится католицизму, который посягал и на его политические интересы.
В 1387 году господарь Пётр I Мушат впервые сам назначил главу молдавской церкви. В ответ на это патриарх Константинопольский предал анафеме всё Молдавское княжество. В том же году Антоний, Патриарх Константинопольский, посылает в Молдавию двух своих экзархов. Об одном источники молчат. Другой, Феодосий «не был принят народом молдавским и он вернулся без всякого успеха». Как пишет Н. Йорга, «господарь хорошо понял, что Феодосий был всего лишь митрополитом греческого происхождения и он не хотел, чтобы его Молдова имела предстоятелем чужого пастыря». В 1394 году Патриарх Антоний «назначил в Молдову своего особого митрополита» Иеремию, тем самым признавая существование Молдавской Митрополии, не им созданной. Молдаване выгнали этого присланного митрополита.
До XVII века церковнославянский язык был в Молдавии языком православной церкви и официальных документов. Только с середины XVII века начал распространяться греческий язык, вытесняя церковнославянский сначала из делопроизводства, а потом и из церкви.
Несмотря на зависимость от Османской империи в XVI веке, положение Церкви в Валахии и Молдавии было намного лучше, чем в сопредельных землях. При покровительстве местных господарей здесь сохранялась полная свобода богослужения, разрешалось строить новые храмы и основывать монастыри, созывать церковные Соборы
С 1716 года воеводами в Валахию и Молдавию стали назначать греков-фанариотов. Начался процесс эллинизации, затронувший не только государство, но и Церковь. Епископами в Валашскую и Молдавскую митрополии назначались этнические греки, богослужение совершалось на греческом языке. Началась активная эмиграция греков в Валахию и Молдавию.
Во второй половине XVIII века Валашский митрополит был признан первым по чести среди иерархии Константинопольской Патриархии, а в 1776 году ему был пожалован почетный титул Наместника Кесарии Каппадокийской — исторической кафедры, которую возглавлял в IV веке святитель Василий Великий.
В результате русско-турецких войн второй половины XVIII века Россия получила право покровительства православным румынам и молдаванам. В 1789 году во время второй русско-турецкой войны Святейшим Синодом Русской Православной Церкви была учреждена Молдо-Влахийская экзархия, местоблюстителем которой был назначен бывший архиепископ Екатеринославский и Херсонеса Таврического Арсений (Серебренников). В 1792 году митрополитом Молдо-Влахийским с титулом экзарха Молдавии, Валахии и Бессарабии был назначен Гавриил (Банулеско-Бодони).
В 1812 году по Бухарестскому договору в состав России вошла Бессарабия (земли между реками Прут и Днестр), на остальной территории Молдавии и Валахии была восстановлена власть фанариотов. Из православных приходов Бессарабии, оказавшихся на территории Российской империи, была образована Кишинёвская епархия. 21 августа 1813 года её возглавил Гавриил (Банулеско-Бодони) с титулом митрополита Кишинёвского и Хотинского. Молдо-Влахийская экзархия окончательно была упразднена 30 марта 1821 года. Кишинёвская епархия просуществовала до 1917 г., когда в результате революции в России эти земли отошли к Румынии. Церковная юрисдикция подчинилась румынской патриархии. И в 1944 г. после освобождения Молдавии эта территория стала подчиняться Русской Православной Церкви.

## XXI век
Согласно Конституции, наиболее распространённой религией в Молдавии является православие, которое исповедуют 98 % населения страны. 
На территории Молдавии действуют две параллельные (что обычно считается канонической аномалией) православные юрисдикции: Бессарабская митрополия Румынской Церкви и более многочисленная Молдавско-Кишинёвская митрополия (Православная церковь Молдовы) в канонической юрисдикции Московского патриархата. Согласно социологическим опросам, 86 % населения страны принадлежат Молдавской Православной Церкви, 11 % — Бессарабской митрополии.
К основным православным церквам примыкают представители старообрядчества (0,15 % населения), армяно-григориане (2 общины), духовные молокане (2 общины) и истинно-православные из РПЦЗ(В). Религиозные традиции православия тесно переплелись с молдавской культурой, так что даже многие люди, объявляющие себя атеистами, продолжают участвовать в религиозных праздниках, посещать церковь и т. п.
Помимо православия, в стране имеются представители других ветвей христианства — католики (20 тыс. человек) и протестанты (ок. 100 тыс. верующих). Союз церквей евангельских христиан-баптистов Молдовы объединяет 480 церквей и 30 тысяч верующих. Пятидесятники республики объединены в Союз церквей христиан веры евангельской (ок. 340 общин и 27 тыс. верующих). Молдавский Унион церкви Адвентистов Седьмого Дня состоит из 154 общин, объединяющих более 10 тыс. взрослых членов. Также в стране действуют Союз свободных церквей (харизматический культ), адвентисты-реформисты, лютеране, Новоапостольская Церковь, Армия Спасения, Пресвитерианская Церковь Мира и др.
Численность мусульман оценивается в диапазоне от 3 до 15 тысяч человек.

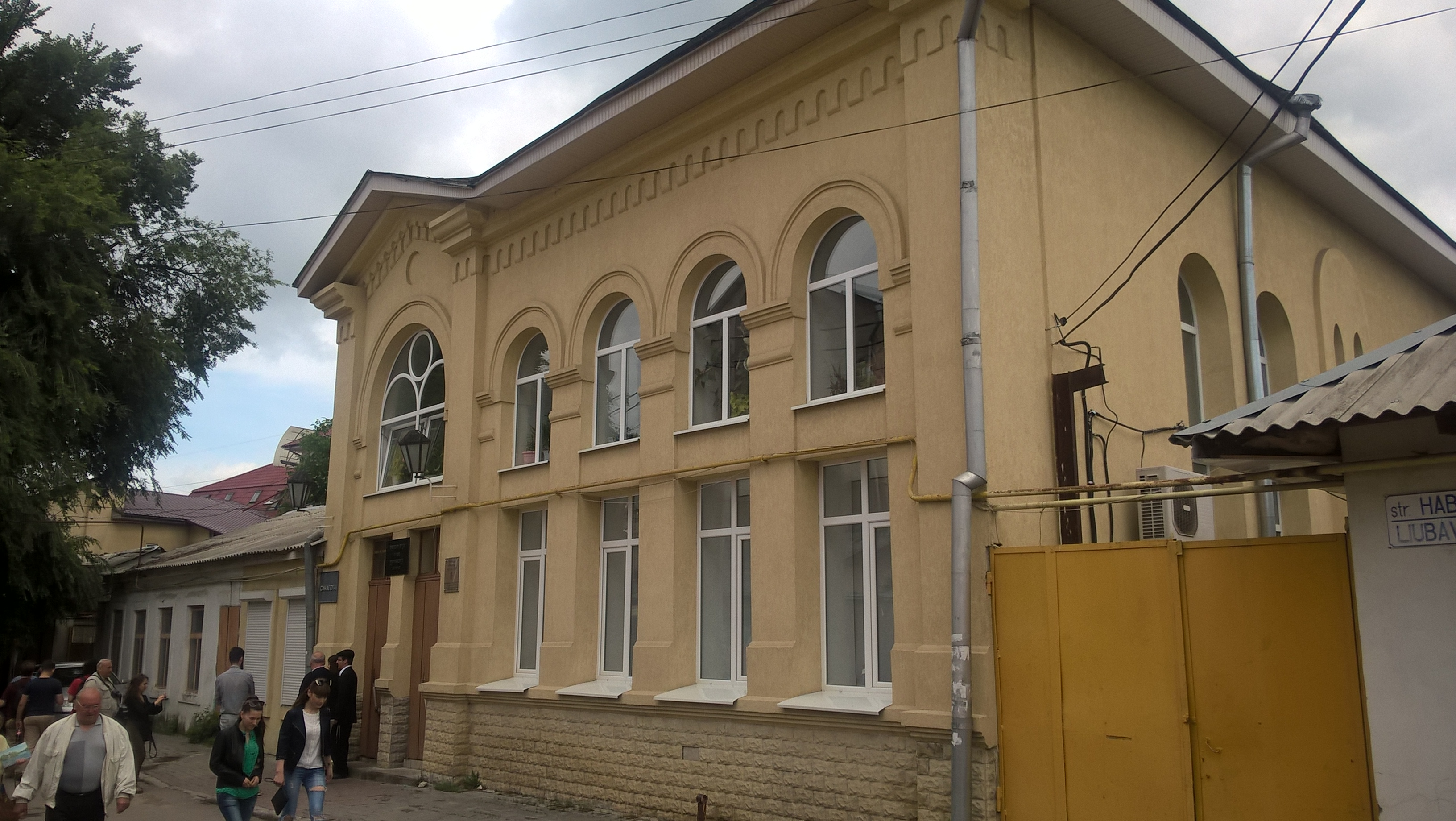
Синагога стекольщиков (Кишинёв)

Еврейская община состоит из ок. 31,3 тыс. человек, из которых ок. 20 тыс. живут в Кишинёве, 3100 — в Бельцах и его окрестностях, 2200 — в Тирасполе, 2000 — в Бендерах. При этом большинство евреев не религиозны. Иудейские синагоги действуют в Кишинёве, Бельцах, Сороках и Оргееве.
Среди новых религиозных течений следует назвать кришнаитов, бахаи, мунитов, виссарионовцев и мормонов (2 общины общей численностью 250 человек). 

Согласно Всемирному отчету Свидетелей Иеговы за 2008 год, на территории страны действуют 236 собраний, объединяющих 20 тысяч последователей этой организации.
По данным переписи 2004 года атеистами назвали себя 12 тыс. человек (0,4 % населения страны). Ещё 33 тыс. граждан Молдовы отнесли себя к неверующим.

## Русская и Румынская православные церкви

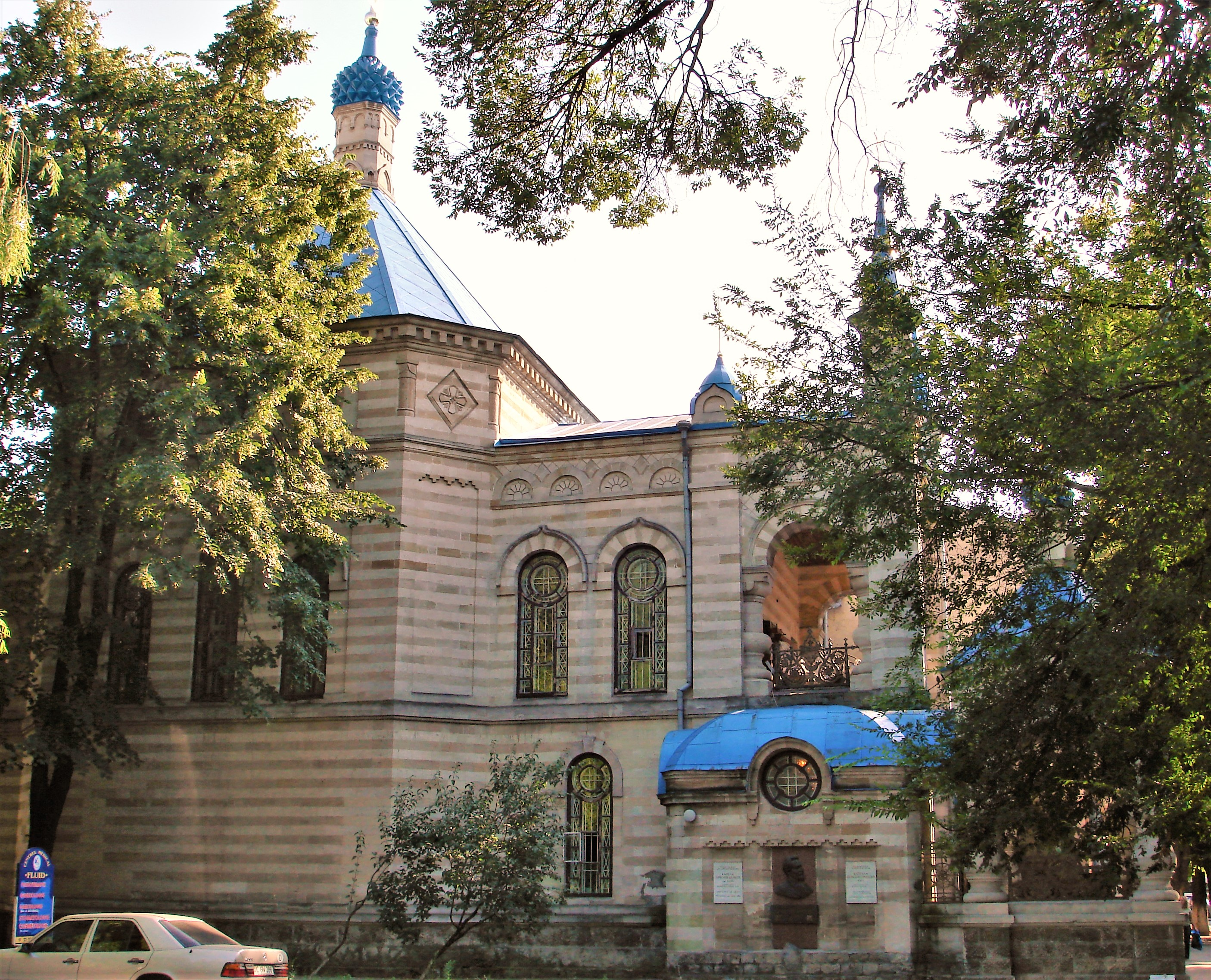
Собор Святой Феодоры из Сихлы, кафедральный собор Бессарабской митрополии

После распада СССР Московский Патриархат даровал бывшей Кишинёвской епархии статус самоуправляемой Молдавской Церкви. 
Священный Синод Румынской Православной Церкви, со своей стороны, в декабре 1992 года принял решение о восстановлении ликвидированной в 1944 году собственной Бессарабской митрополии.
Русская и Румынская Церкви вступили в переговоры, чтобы разрешить конфликт, но к середине 1998 года они все ещё были безрезультатными; молдавское правительство не разрешало регистрацию связанной с Бухарестом Бессарабской митрополии.
Бессарабская митрополия была официально признана правительством Молдовы в 2002 году. С точки зрения Московского Патриархата воссоздание Бессарабской митрополии создало ненормальную каноническую ситуацию «параллельной» юрисдикции на территории Молдавии.
27 сентября 2001 года правительство Молдавии утвердило новый статус Молдавской митрополии Русской православной церкви. Согласно этому документу, единственным правопреемником исторической Бессарабской митрополии на территории Молдовы власти страны признавали структуру Московского Патриархата. В феврале 2004 г. Верховный суд аннулировал решение правительства. В апреле 2004, в ответ на апелляцию, поданную правительством, верховный суд отменил своё февральское решение. Бессарабская митрополия отказалась признать это решение, и заявила о намерении передать дело в Европейский суд по правам человека.
22 июня 2010 года официальный представитель Московского Патриархата заявил о безосновательности заявления и. о. президента Молдавии Михая Гимпу, подвергшего критике Молдавскую митрополию за «несамостоятельность».